# Обрежица
Обрежица (рум. Obrejița) — комуна у повіті Вранча в Румунії. До складу комуни входить єдине село Обрежица.
Комуна розташована на відстані 141 км на північний схід від Бухареста, 23 км на південь від Фокшан, 74 км на захід від Галаца, 115 км на схід від Брашова.

## Населення
У 2009 року у комуні проживали 1695 осіб.

## Зовнішні посилання
- Дані про комуну Обрежица на сайті Ghidul Primăriilor [Архівовано 30 квітня 2011 у Wayback Machine.]